# Dacia 2000
La Dacia 2000 est une berline familiale principalement produite pour l'élite du Parti Communiste Roumain et pour la Securitate,,.

## Histoire
L'histoire de Renault en Roumanie remonte à la fin des années 1960. En 1965, les autorités roumaines décident de créer une industrie automobile nationale. L'hypothèse de fonder de toutes pièces une entreprise ayant été jugée irréaliste, le gouvernement roumain retient la solution d'une production sous licence étrangère comme l'avait fait la Pologne avec FIAT avant le seconde guerre mondiale. Un appel d'offres international est lancé et la Régie Nationale des Usines Renault l'emporte avec le projet d'assembler localement, dans une usine à construire près de Bucarest, la future berline au losange : la Renault 12. Après la signature du contrat, les travaux de construction de l'usine UAP « Uzina de Autoturisme Pitești » débutent dans la ville de Pitești, située à une centaine de kilomètres de la capitale Bucarest. Les véhicules arboreront la marque « Dacia », en référence au nom antique de la Roumanie : la Dacie.
Le contrat de fourniture des équipements nécessaires à l'assemblage des véhicules est signé le 1er juin 1967 et, en compensation, Dacia va fabriquer les boîtes de vitesses et les trains avant et arrière de la Renault Estafette en première monte et pièces détachées en après-vente. Renault a acheté de quoi équiper 23 000 Estafettes fabriquées en France. Dacia va aussi en assembler 642 exemplaires, pour son propre marché, entre 1975 et 1978.
En attendant que la R12 soit finalisée, Dacia va assembler 37 646 Dacia 1100 en CKD la Renault 8 baptisée Dacia 1100 du 3 août 1968 jusqu'en 1972.
En 1969, au Salon de Paris, la Régie Renault présente la nouvelle R12. Sa jumelle, la Dacia 1300, dévoilée à la Foire de Bucarest, est en tous points identique à la berline française, aux logos et enjoliveurs près. Dacia débute l'assemblage le 20 août 1969, plusieurs mois avant celui de la R12 à Flins. 
Dès 1972, les premières dissensions naissent à cause des exportations de Dacia vers certains marchés avec des chiffres de vente bien supérieurs à ceux de Renault.
Dès le 23 octobre 1975, les autorités roumaines engagent une négociation pour le renouvellement du contrat et son éventuelle extension en demandant à Renault de s'engager sur un véhicule populaire à commercialiser en 1980. Le projet n'aboutit pas et le contrat initial doit se terminer, comme prévu, en fin d'année 1977.
Malgré tout, en 1976, Renault relance son partenaire et lui propose la fabrication partielle de la nouvelle R5 mais les roumains sont plus intéressés par la R18 ou la R20 que par la R5 car un autre constructeur français, Citroën, a conclu un accord de transfert de technologie avec Oltcit, pour un modèle populaire construit sur la plateforme de la FIAT 128,. 
Des négociations reprennent en décembre 1977, quelques jours avant l'expiration du contrat, et débouchent sur un accord signé le 12 juin 1978, pour l'assemblage en CKD de 90 000 R18 par an. Ce contrat ne sera jamais mis en œuvre.
Le 23 février 1980, le gouvernement roumain commande 1 500 R20 à assembler en SKD, destinées à la "nomenklatura roumaine" mais les différents avec Renault font que seulement 256 exemplaires seront effectivement assemblés. Ce sera le dernier contrat signé par Renault avec Dacia avant son rachat (51,005% du capital), le 29 septembre 1999.

## La Dacia 2000
Il s'agit d'une voiture assemblée en CKD/SKD en 1981 dont tous les composants  sont importés de France. La voiture, assemblée en Roumanie par Dacia est strictement identique à la Renault 20. Destinée à la "nomenklatura roumaine", elle était peinte uniquement en noir ou en bleu foncé. Seulement 256 exemplaires sur les 1 500 prévus ont été produits. 
Sur les 256 exemplaires, 5 ou 6 exemplaires ont été équipés du moteur de 2,2 litres et 250 du moteur 1,6 litres. 